# Invasão soviética da Polónia
A invasão soviética da Polônia foi uma operação militar que começou sem uma declaração formal de guerra a 17 de setembro de 1939, durante as primeiras fases da II Guerra Mundial, dezesseis dias após o início do ataque nazista alemão sobre a Polônia. Terminou com uma vitória decisiva da União Soviética e do Exército Vermelho.
No início 1939, a União Soviética tentou formar uma aliança contra a Alemanha nazista com o Reino Unido, França, Polônia e Romênia, mas diversas dificuldades, incluindo a recusa da Polônia e da Romênia de permitir direitos de trânsito pelos seus territórios das tropas soviéticas, como parte de segurança coletiva, levaram ao fracasso das negociações. Os soviéticos, com o fracasso das negociações, mudaram a sua posição antialemã e a 23 de agosto de 1939 e assinaram o Pacto Molotov-Ribbentrop com a Alemanha Nazi. Como resultado do acordo, a 1 de setembro, os alemães iniciaram a invasão da Polônia a partir do oeste e, em 17 de Setembro, o Exército Vermelho invadiu a Polônia a partir do leste. O governo soviético anunciou que atuava para proteger os ucranianos e os bielorrussos, que viviam na parte oriental da Polônia, uma vez que o Estado polaco tinha sido derrotado com o ataque alemão e já não podia garantir a segurança dos seus próprios cidadãos.
O Exército Vermelho alcançou rapidamente em seus objetivos, não encontrando resistência do devastado e mal preparado exército polonês. Cerca de 320 mil soldados polacos ou mais (452,5 mil) foram levados como prisioneiros de guerra. O governo soviético anexou o território recentemente sob  seu controle e, em Novembro, declarou que os 13,5 milhões de cidadãos poloneses que ali viviam eram agora cidadãos soviéticos. Os soviéticos combateram focos de insurgências internas com prisões ou execuções. Enviaram 1,7 milhão de poloneses (as estimativas variam) para Gulags, campos de concentração Soviéticos, e para outras partes remotas da URSS para realização de trabalho forçado, em quatro grandes ondas de deportações entre 1939 e 1941.[b]
O avanço soviético, a que o Politburo, chamou "campanha de libertação",  levou à incorporação de milhões de poloneses, ucranianos ocidentais e bielorrussos ocidentais nas repúblicas soviéticas da Bielorrússia e da Ucrânia. Durante a existência da República Popular da Polônia, a invasão foi um tema tabu, praticamente omitida da história oficial, a fim de preservar a ilusão de "eterna amizade" entre os membros do bloco de leste.

## Prelúdio
No final da década de 1930, antevendo a ameaça que Hitler e a Alemanha Nazista representavam para a Europa e para a União Soviética, Stalin tentou formar uma aliança com o Reino Unido, França e Polônia[h]. As negociações, contudo, fracassaram. Os soviéticos insistiam em manter uma esfera de influência entre a Finlândia e a Romênia e apoio militar em caso de ataque da Alemanha a estes países em sua esfera de influência ou diretamente à URSS, oferecendo em troca o mesmo apoio militar caso Hitler atacasse o Reino Unido, a França ou a Polônia. Por questões estratégicas, a União Soviética deixava claro a necessidade de ocupar os Estados Bálticos (Letónia, Estónia e Lituânia).
A Finlândia também deveria ser incluída na esfera de influência soviética  e também exigia o direito de entrar na Polônia, na Romênia e nos países bálticos quando sentissem que a sua segurança estaria ameaçada. Os governos desses países rejeitaram a proposta porque, tal como sublinhou o ministro dos Negócios Estrangeiros polonês Józef Beck, temiam que, uma vez que o Exército Vermelho entrasse no seu território, poderia não voltar a sair. Os soviéticos não confiavam nos britânicos nem nos franceses quanto à segurança da região, uma vez que não ajudaram a Espanha contra os fascistas liderados por Franco, nem socorreram a Checoslováquia dos nazistas. Eles também suspeitavam que os aliados ocidentais preferiam que a União Soviética lutasse contra a Alemanha, por si só, enquanto eles observavam à margem. Tendo em conta estas preocupações e o fracasso das negociações, a União Soviética abandonou as conversações e resolveu negociar com a Alemanha.
Em 23 de Agosto de 1939, a União Soviética e a Alemanha assinaram o Pacto Molotov-Ribbentrop. Os dois governos anunciaram o acordo apenas como um tratado de não-agressão. No entanto, como um apêndice secreto revelava, eles tinham concordado com a partilha da Polônia e em dividir a Europa Oriental em esferas de influência Soviética e Alemã [d]. O Pacto Molotov-Ribbentrop, tem sido descrito como uma "licença para a guerra" e foi uma fator fundamental na decisão de Hitler invadir a Polónia.
O tratado dava aos soviéticos um espaço extra para se defender a oeste. Além disso, oferecia-lhes uma oportunidade de reconquistarem territórios que foram forçados a ceder à Polônia ao fim da Primeira Guerra Mundial, pelo Tratado de Brest-Litovksi vinte anos antes, e permitia unir pela primeira vez, em um mesmo Estado, uma pequena área ao leste da Ucrânia e da Bielorrússia que não haviam sido reintegradas quando da devolução destes territórios. Para o líder soviético Joseph Stalin seria vantajoso que, em caso de guerra, esta se desse na Europa Ocidental, forçando uma atuação dos países capitalistas, inimigos ideológicos, e podendo enfraquecê-los e abrir novas regiões para o avanço do comunismo  [f], ou pelo menos evitar um ofensiva destes. 
Assim que as tropas alemães invadiram a Polónia a 1º de Setembro de 1939, os nazistas começaram a instar os dirigentes soviéticos para lançar o seu ataque à Polónia pela parte leste. O embaixador alemão em Moscovo, Werner Friedrich von der Schulenburg e o Ministro Soviético dos Negócios Estrangeiros, Vyacheslav Molotov, trocaram uma série de comunicados diplomáticos sobre o assunto.
Molotov apresentou o lado político da questão e afirmou que o governo soviético tinha intenção de aproveitar a ocasião do avanço das tropas alemãs para declarar que a Polónia se estava a desmoronar e que era necessário que a União Soviética, em consequência disso, para ajudar os Ucranianos e os Bielorrussos "ameaçados" pela Alemanha interviesse. Este argumento torna a intervenção da União Soviética plausível para as massas e, ao mesmo tempo, evitava que a União Soviética surja como um agressor.— Friedrich-Werner von der Schulenburg, embaixador alemão em Moscovo, em um telegrama para o Ministro Alemão dos Negócios Estrangeiros, Moscovo, 10 de Setembro de 1939
Os soviéticos atrasaram a sua intervenção por várias razões. Eles estavam ocupados com acontecimentos cruciais nas suas disputas fronteiriças com o Japão e precisavam de tempo para mobilizar o Exército Vermelho e, também viram uma vantagem diplomática em espera até que a Polónia se tivesse desintegrado, antes de fazerem a sua jogada. A 17 de setembro de 1939, Molotov declarou no rádio que todos os tratados entre a União Soviética e a Polônia passavam a ser considerados nulos,[g] porque o Governo polaco tinha abandonado o seu povo e efetivamente deixado de existir. Além disso, os soviéticos tinham que ter em consideração que a França e a Grã-Bretanha tinham prometido à Polônia que, em caso de guerra, enviariam dentro de duas semanas forças expedicionárias (através da Romênia). A data exata da invasão soviética poderia ter sido simplesmente uma soma da data em que a França e o Reino Unido declararam guerra à Alemanha, mais 14 dias equivalentes a 17 de Setembro de 1939 e, vendo que não havia forças franco-britânicas a aproximarem-se dos portos marítimos da Romênia, os soviéticos decidiram atacar.
A falta de vontade de Stalin em ajudar a Alemanha nazista na guerra foi motivada pela sua própria estratégia, baseada na expectativa de que deveria deixar os Estados capitalistas ocidentais e a Alemanha nazista perderem forças, em guerra uns contra os outros, antes que tivesse que lutar contra eles. A incapacidade de os franceses e os britânicos ajudarem a Polônia, quer enviando forças expedicionárias, quer iniciando uma ofensiva terrestre contra a Alemanha nazi, ou mesmo efetuando bombardeios às zonas industriais na parte ocidental da Alemanha, foi uma decepção para Stalin, uma vez que o confronto entre os inimigos da União Soviética não ocorreria como ele esperava. Neste mesmo dia, o Exército Vermelho cruzou a fronteira para invadir a Polônia.
| | |                                         |
| Distribuição das divisões Polacas a 1 de setembro de 1939. A maioria das forças polacas estavam concentrados na fronteira alemã. A fronteira soviética tinha sido praticamente despojada de unidades. | Divisão da Europa, previstos e real de acordo com o Pacto Molotov-Ribbentrop, com posteriores adaptações. | Soldados soviéticos na Polônia em 1939. |

## Campanha militar
O Exército Vermelho entrou nas regiões do leste da Polónia, com sete exércitos de campo compostos por 600 mil a 1 milhão de tropas. Foram mobilizados em duas frentes: a Frente Bielorrussa sob o comando de Mikhail Kovalyov e a Frente Ucraniana com Semyon Timoshenko no comando. Nesta altura, os polacos não estavam preocupados em defender as suas fronteiras ocidentais e, em resposta às incursões alemãs, tinham realizado um grande contra-ataque na Batalha de Bzura. O Exército Polaco originalmente tinha um plano defensivo bem desenvolvido para lidar com a ameaça da União Soviética, mas estavam completamente despreparados para enfrentar duas invasões de uma só vez. Os estrategistas militares polacos acreditavam que fizesse algum sentido oferecer mais do que uma resistência simbólica se fossem atacados pelos alemães e pelos soviéticos. No entanto, apesar dessa crença, os militares polacos não desenvolveram um plano de evacuação para essa contingência. Por isso, muitos soldados polacos morreram em um esforço de guerra que estava condenado à retirada. No momento em que os soviéticos invadiram a Polónia, os comandantes polacos tinham enviado a maior parte das suas tropas para oeste a fim de enfrentar os alemães, deixando o leste protegido por apenas 20 batalhões desfalcados. Esses batalhões consistiam em cerca de 20 mil soldados do corpo de defesa de fronteira (korpus Ochrony Pogranicza), sob o comando do General Wilhelm Orlik-Rueckemann.
Ao princípio, o comandante-em-chefe polaco, Marechal da Polónia Edward Rydz-Śmigły, ordenou as forças de fronteira que resistissem a invasão soviética. Mas mudou de ideia após consultar o Primeiro-Ministro Felicjan Sławoj Składkowski e ordenou-lhes que recuassem e apenas enfrentassem os soviéticos em legitima defesa.
Os soviéticos entraram. Ordenei a retirada total para a Roménia e a Hungria pela rota mais curta. Não se combate os bolcheviques a menos que eles ataquem ou tentem desarmar as unidades. As tarefas para Varsóvia e as outras cidades é a de se defenderem sozinhas dos alemães - sem alterações. As cidades abordadas pelos bolcheviques deverão negociar a retirada das suas guarnições para a Hungria ou a Roménia.— Edward Rydz-Śmigły, Comandante-em-chefe das forças armadas polacas, 17 de Setembro de 1939
Os dois conjuntos de ordens opostas levou à confusão, e quando o Exército Vermelho atacou as unidades polacas, inevitavelmente eclodiram confrontos e pequenas batalhas. A resposta agressiva das etnias não polacas à situação acrescentou uma nova complicação. Em alguns casos, Ucranianos,[m] Bielorrussos e judeus  congratularam-se com as tropas invasoras aclamando-as como libertadores. A Organização dos Nacionalistas Ucranianos revoltaram-se contra os polacos e os partisans comunistas, organizando revoltas locais, como por exemplo, no Skidel.[j]
Os planos militares polacos originais eram o de voltar a recuar e reagrupar ao longo da Cabeceira da Ponte romena,uma área no sudeste da Polónia perto da fronteira com a Roménia. A ideia foi a de adoptar posições defensivas lá e esperar pelo prometido apoio francês e britânico no oeste para relançarem o ataque a partir daquele ponto. Este plano presumia que a Alemanha teria de reduzir as suas operações na Polónia, a fim de lutar em uma segunda frente. As forças polacas aliadas esperavam aguentar essa situação vários meses, mas o ataque soviético tornou essa estratégia impossível de ser realizada.
Os políticos polacos e os líderes militares sabiam que estavam  perdendo a guerra contra a Alemanha, mesmo antes da invasão soviética ter dado o golpe final. No entanto, recusaram-se a render-se ou a negociar um acordo de paz com a Alemanha. Em vez disso, o governo polaco ordenou a todas as unidades militares para evacuar a Polónia e se reagruparem na França. O próprio governo cruzou a fronteira com a Roménia, cerca da meia-noite do dia 17 de Setembro de 1939 em Zaleszczyki. Os polacos continuaram a movimentar as unidades para a área da br romena, sustendo os ataques alemães em um flanco e, ocasionalmente, as tropas soviéticas no outro. Nos dias seguintes à ordem de evacuação, os alemães derrotaram os Exércitos polacos de Cracóvia e Lublin na Batalha de Tomaszow Lubelski que durou de 17 de Setembro a 20 de Setembro de 1939.
As unidades Soviéticas encontravam frequentemente os seus homólogos alemães avançando na direção oposta. Vários exemplos de cooperação ocorram entre os dois exércitos no campo. A Wehrmacht passou pela Fortaleza de Brest que havia sido capturada após a Batalha de Brzesc Litewski pela 29ª Brigada de Tanques Soviética a 17 de Setembro. O General alemão Heinz Guderian e o Brigadeiro Soviético Semyon Krivoshein realizada uma parada conjunta na cidade. Lwów (Lviv) rendeu-se a 22 de Setembro, depois de os alemães entregaram o cerco aos soviéticos. As forças soviéticas haviam tomado Wilno a 19 de Setembro, após uma batalha de dois dias e conquistaram Grodno a 24 de Setembro, após uma batalha de quatro dias. Até 28 de Setembro, o Exército Vermelho tinha alcançado a linha dos rios Narew, Bug Ocidental, Vistula e San, a fronteira acordada previamente com os alemães. Além disso, bolsas de resistência polaca no Espaço fortificado Sarny em Volhynian, perto da fronteira anterior a 1939, resistiram até 25 de setembro.
Apesar de uma vitória táctica polaca a 28 de Setembro, na Batalha de Szack, o resultado final do conflito nunca esteve em dúvida. Milícias de voluntários civis  e unidades reorganizadas, recuaram e ficaram cercadas na capital polaca, Varsóvia, até 28 de Setembro. A Fortaleza de Modlin, a norte de Varsóvia, rendeu-se no dia seguinte após intensos dezesseis dias de batalha. Em 1º de Outubro, as tropas soviéticas forçaram as forças polacas a recuar para a floresta de Wytyczno, onde se deu um dos últimos confrontos directos da campanha.
Algumas guarnições polacas isoladas, conseguiram aguentar as suas posições durante algum tempo depois de cercadas. A última unidade operacional do Exército Polaco a render-se foi o Grupo Operacional Polaco independente (Samodzielna Grupa Operacyjna "Polesie") sob o comando do General Franciszek Kleeberg. Kleeberg rendeu-se a 6 de Outubro, após os quatro dias da Batalha de Kock (perto de Lublin), que encerrou a Campanha. Os soviéticos foram vitoriosos e a 31 de Outubro, Molotov reportou ao Soviete Supremo:
"Um breve golpe dado pelo exército alemão e, posteriormente, pelo Exército Vermelho, foi o suficiente para não sobrar nada desta criatura feia do Tratado de Versalhes."— Vyacheslav Molotov, Ministro Soviético dos Negócios Estrangeiros, 31 de Outubro de 1939
|                                            |                                                                                | |
| Situação depois se 14 de setembro de 1939. | Encontro de oficiais Soviéticos e alemães após a invasão Soviética da Polónia. | Linha de demarcação entre as forças militares alemãs e soviéticas, após a invasão da Polónia em Setembro de 1939. |

## Reação dos aliados
A reação da França e da Grã-Bretanha à situação da Polónia foi silenciada, uma vez que não queriam um confronto com a União Soviética, nessa fase. Nos termos do acordo anglo-polaco de 25 de Agosto de 1939, os britânicos tinham prometido à Polónia assistência se fosse atacada por uma potência europeia,[k] mas quando embaixador polaco Edward Raczyński recordou ao Secretário de Estado, Lord Halifax, o pacto. Ele, sem rodeios, disse que era opção da Grã-Bretanha declarar ou não guerra à União Soviética. O Primeiro-Ministro britânico, Neville Chamberlain considerou tornar público um compromisso de restaurar o Estado Polaco, mas no final emitiu apenas declarações gerais de condenação ao acto soviético.
Os franceses também haviam feito promessas à Polónia, incluindo a prestação de serviços de apoio e estas não foram honrados. Quando os soviéticos invadiram a Polónia, os franceses e os britânicos decidiram que não havia nada que pudesse fazer para ajudar a Polónia a curto prazo e, começaram a planejar uma vitória a longo prazo. Os franceses tinham avançado timidamente no Sarre, no início de Setembro, mas após a derrota polaca, recuaram, a 4 de outubro, para trás da Linha Maginot. Muitos polacos, ressentiram-se desta falta de apoio dos seus aliados ocidentais o que suscitou um sentimento de traição duradouro.

## Desfecho
Em Outubro de 1939, Molotov relatou ao Soviete Supremo de que os soviéticos tinham sofrido 737 mortos e 1 862 feridos durante a campanha, apesar de especialistas polacos afirmarem que ouve 3 mil mortes e 8 mil a 10 mil feridos [e] e do lado polaco, entre 6 mil e 7 mil soldados mortos nos combates com o Exército Vermelho e 230 mil a 450 mil prisioneiro. Os soviéticos frequentemente não honravam os termos da rendição. Em alguns casos, eles prometiam aos soldados polacos liberdade e, em seguida, prendiam-nos assim que estes lhes entregavam as armas.
A União Soviética tinha deixado de reconhecer o estado polaco, no início da invasão. Como resultado dessa acção, os dois governos nunca declararam guerra oficialmente entre eles. Os soviéticos, por conseguinte, não classificavam os militares polacos presos como prisioneiros de guerra, mas como rebeldes contra o novo governo legal da Bielorrússia e da Ucrânia.[n] Os soviéticos mataram dezenas de milhares de polacos prisioneiros de guerra. Alguns, como o General Józef Olszyna-Wilczyński que foi capturado, interrogado e fuzilado a 22 de Setembro, foram executados durante a campanha.
A 24 de Setembro, os soviéticos mataram quarenta e dois funcionários e pacientes de um hospital militar polaco, na aldeia de Grabowiec, perto de Zamość. Os soviéticos também executaram todos os oficiais polacos que capturaram após a Batalha de Szack, a 28 de setembro de 1939. Mais de 20 mil militares polacos e civis pereceram no massacre de Katyn  e cerca de 300 polacos foram executados após a Batalha de Grodno.
A tortura foi utilizada em larga escala em várias prisões, especialmente as das pequenas cidades. Os presos foram escaldados com água a ferver em Bobrka, em Przemyslany, cortaram o nariz, as orelhas, os dedos e arrancavam os olhos, em Czortków, cortaram as mamas às mulheres e em Drohobycz, as vítimas eram ligadas entre si com arame farpado. Atrocidades semelhantes ocorreram em Sambor, Stanislawow, Stryj e Zloczow. Além disso, em Podolian uma cidade de Czortków, eclodiu uma revolta polaca em janeiro de 1940 que foi brutalmente reprimida pelos soviéticos. Segundo o historiador Jan T. Gross;

"Não podemos fugir à conclusão: Os órgãos estatais de segurança Soviéticos, torturavam os seus prisioneiros não só para obter confissões, mas também para os levar à morte. Não que o NKVD tivesse sádicos nas suas fileiras que tivessem fúrias descontroladas de chacina, antes pelo contrário, foi um processo amplo e sistemático".

Os polacos e os soviéticos restabeleceram relações diplomáticas em 1941, na sequência do Acordo Sikorski-Mayski, mas os soviéticos quebraram-no outra vez em 1943 após o governo polaco exigir uma análise independente dos esqueletos descobertos enterrados em valas comuns de Katyn. Os soviéticos em seguida, pressionaram os aliados ocidentais a reconhecer o governo polaco pró-soviético de Wanda Wasilewska em Moscovo.
A 28 de setembro de 1939, a União Soviética e a Alemanha tinham mudado os termos do secreto Pacto Molotov-Ribbentrop. Eles mudaram para a Lituânia a esfera de influência soviética e deslocaram a fronteira a leste, na Polónia, dando mais território à Alemanha. Com este acordo, muitas vezes descrito como a quarta partição da Polónia, a União Soviética assegurava quase todos os território polacos a leste da linha dos rios Pisa, Narew, Western Bug e San. Isto aumentou o território soviético em cerca de 200 mil quilómetros quadrados de terra, habitada por 13,5 milhões de cidadãos polacos.
O Exército Vermelho havia semeado confusão entre os moradores locais, afirmando que eles estavam ali para salvar a Polónia dos Nazis. Mas os seus avanços, surpreendiam as comunidades polacas e os seus líderes que não tinham sido informados como  responder a uma invasão soviética. Os cidadãos Polacos e judeus podem, no início, ter preferido um regime soviético a um alemão, no entanto, os soviéticos foram rápidos a impor a sua ideologia sobre os modos de vida locais. Por exemplo, os soviéticos começaram rapidamente a confiscar, nacionalizar e a redistribuição todos as propriedades privadas e estatais polacas. Durante os dois anos após a anexação, os soviéticos também prenderam cerca de 100 mil cidadãos polacos  e deportados entre 350 mil a 1,5 milhão, dos quais morreram entre 250 mil e 1 milhão, na sua maioria civis.[b]
|                                                                                                | | |
| Generais Heinz Guderian (centro) e Semyon Krivoshein (direita) em uma parada militar em Brest. | Nota de Lavrenty Beria (5 de março de 1940), aceite pelo Politburo do PCUS, sobre a decisão de executar oficiais polacos - prisioneiros de guerra.[p] | "Segundo Pacto Ribbentrop-Molotov" de 28 de Setembro de 1939. Mapa da Polonia assinado por Stalin e Ribbentrop ajustando definitivamente a fronteira Germano-Soviética após o desfecho da invasão da Polónia. |

### Territórios da Segunda República Polaca anexada pela União Soviética
Dos 13,5 milhões de civis que viviam nos territórios recém-anexados, os polacos eram o maior grupo étnico, mas os Bielorrussos e os Ucranianos em conjunto constituíam mais de 50% da população.[c] A anexação não deu à União Soviética o controle de todas as áreas onde viviam Bielorrussos ou Ucranianos, alguns dos quais ficaram a oeste da nova fronteira germano-soviético,[l] não obstante, foram unificados a grande maioria dos dois povos no seio das expandidas repúblicas soviéticas da Bielorrússia e da Ucrânia.
A 26 de Outubro de 1939, foram realizadas eleições para as assembleias bielorrussa e ucraniana, conferindo validade à anexação.[i] Os Bielorrussos e os Ucranianos da Polónia tinham sido cada vez mais alienados pelo Politização política do governo polaco e pela sua repressão dos movimentos separatistas, por isso sentiram pouca lealdade para com o Estado polaco. No entanto, nem todos os Bielorrussos e Ucranianos, confiavam no regime soviético responsável pela fome ucraniana de 1932-33. Na prática, os pobres geralmente congratularam-se com os soviéticos e as elites tenderam a unir-se a oposição, apesar de apoiarem a reunificação.
Os soviéticos rapidamente introduziram políticas de Sovietização na Bielorrússia Ocidental e na Ucrânia Ocidental, incluindo a coletivização obrigatória de toda a região. No processo, eles impiedosamente eliminaram partidos políticos e associações públicas e os seus líderes foram presos e executados como "inimigos do povo". As autoridades também reprimiram a Organização Nacionalista Ucraniana de teor antipolaco que tinha resistido ativamente ao regime polaco desde os anos 1920, apesar da sua mudança de chefia, os nacionalistas ucranianos continuavam a apontar para um Estado ucraniano independente unificado. A unificações de 1939 foi um acontecimento decisivo na história da Ucrânia e da Bielorrússia, porque foram criadas duas repúblicas independentes que se tornariam estados de direito a partir de 1991.
Desde 1654, quando os czares começaram progressivamente a estender o seu controle sobre a Ucrânia, os ucranianos haviam vivido em dois mundos distintos: um governado pelos russos outro por polacos ou austríacos. Como resultado da Segunda Guerra Mundial, a dicotomia Oriente/Ocidente ucraniana finalmente deixou de existir, pelo menos no plano político. O processo de fusão e de unificação de dois longas-ramos separados do povo ucraniano, foi não só um aspecto importante do pós-guerra, mas um acontecimento de significado histórico na história da Ucrânia. — Orest Subtelny historiador canadiano de ascendência ucraniana

### Censura
Os censores soviéticos posteriores suprimiram muitos detalhes da invasão de 1939 e das suas consequências. O Politburo tinha desde o início chamado à operação de "campanha de libertação" e, mais tarde, declarações e publicações Soviética nunca fugiram dessa linha. A 30 de novembro de 1939, Stalin afirmou que não foi a Alemanha que tinha atacado a França e a Inglaterra, mas sim a França e a Inglaterra, que tinha atacado Alemanha  e no mes de Março seguinte, Molotov alegou que a Alemanha havia tentado fazer a paz e que esta havia sido negada pelos  "imperialistas anglo-franceses".[o] Os governos soviéticos posteriores negaram que alguma vez se tivesse feito um protocolo secreto para o Pacto Molotov-Ribbentrop, mas quando o documento foi descoberto,  em 1989, nos arquivos soviéticos, a verdade foi finalmente reconhecida. A censura também foi aplicada na República Popular da Polónia, para preservar a imagem da amizade Polaco-Soviética promovida pelos dois governos comunistas. a política oficial permitia apenas que se fala-se da campanha de 1939, retratando apenas a reunificação dos povos bielorrusso e ucraniano e uma libertação do povo polaco da oligarquia capitalista. As autoridades desencorajavam fortemente qualquer outro estudo ou ensaio sobre o tema. No entanto, diversas publicações clandestinas (bibuła) abordavam a questão, bem como outros meios de comunicação, tais como a canção de protesto de 1982 de Jacek Kaczmarski (Ballada wrześniowa.).